# Квинт Серторије
Квинт Серторије (лат. Quintus Sertorius; 123 — 72. п. н. е.) је био римски државник и војсковођа.
Потиче из витешке породице из Нурсије у земљи Сабињана. Као официр узео је учешћа у разним биткама. Под Квинтом Сервилијем Цепионом и Гајем Маријем борио се против Кимбра и Тевтонаца. Године 97. п. н. е. истакао се као војни трибун у Шпанији, а 91. п. н. е. као квестор у Савезничком рату. Када је Сула осујетио његову кандидатуру за народног трибуна, Серторије је пришао Гају Марију који је био у спору са Сулом.
За време владавине популара у Риму Серторије је као претор био управник једне шпанске провинције. Изгнао га је у Мавретанију на неко време Гај Аније Луско, кога је Сула послао против Серторија. Тамо је успешно интервенисао у борби за престо. Лузитанци су га чак прихватили за свог владара. На Пиринејско полуострво се вратио и на дуже време фактички владао том облашћу независно од Рима. Успешно је одолевао од Квинта Цецилија Метела Пија, кога је Сула 79. п. н. е. послао у Онострану Шпанију (лат. Hispania Ulterior). Његов квестор Луције Хиртулеј такође се борио исто тако успешно у Овостраној Шпанији (лат. Hispania Citerior).
Године 77. п. н. е. Серторију се са многим Римљанима придружио изгнани Марко Перперна. Серторије је од римских изгнаника основао сенат као пандан оном у Риму. У великој мери се ослањао на аутохтоно становништво, које је наводно угледало белу срну што је био довољан знак да је Серторије у вези са боговима. У тешким борбама се одупирао војсковођама које је слао Рим, пре свега Гнеју Попмеју Великом, који је дошао у Шпанију 76. п. н. е. са 30.000 људи. 
Серторије је чак склопио савез са Митридатом Понтским 74. п. н. е. Убијен је у завери, иза које је стајао Перперна, тако што је избоден на смрт приликом једног банкета 72. п. н. е. Његова смрти значила је пропаст поретка који је оставио иза себе; Перперна, који га је наследио, недуго потом је доживео од Помпеја поражавајући пораз те је и смакнут.